# 加里山山脈

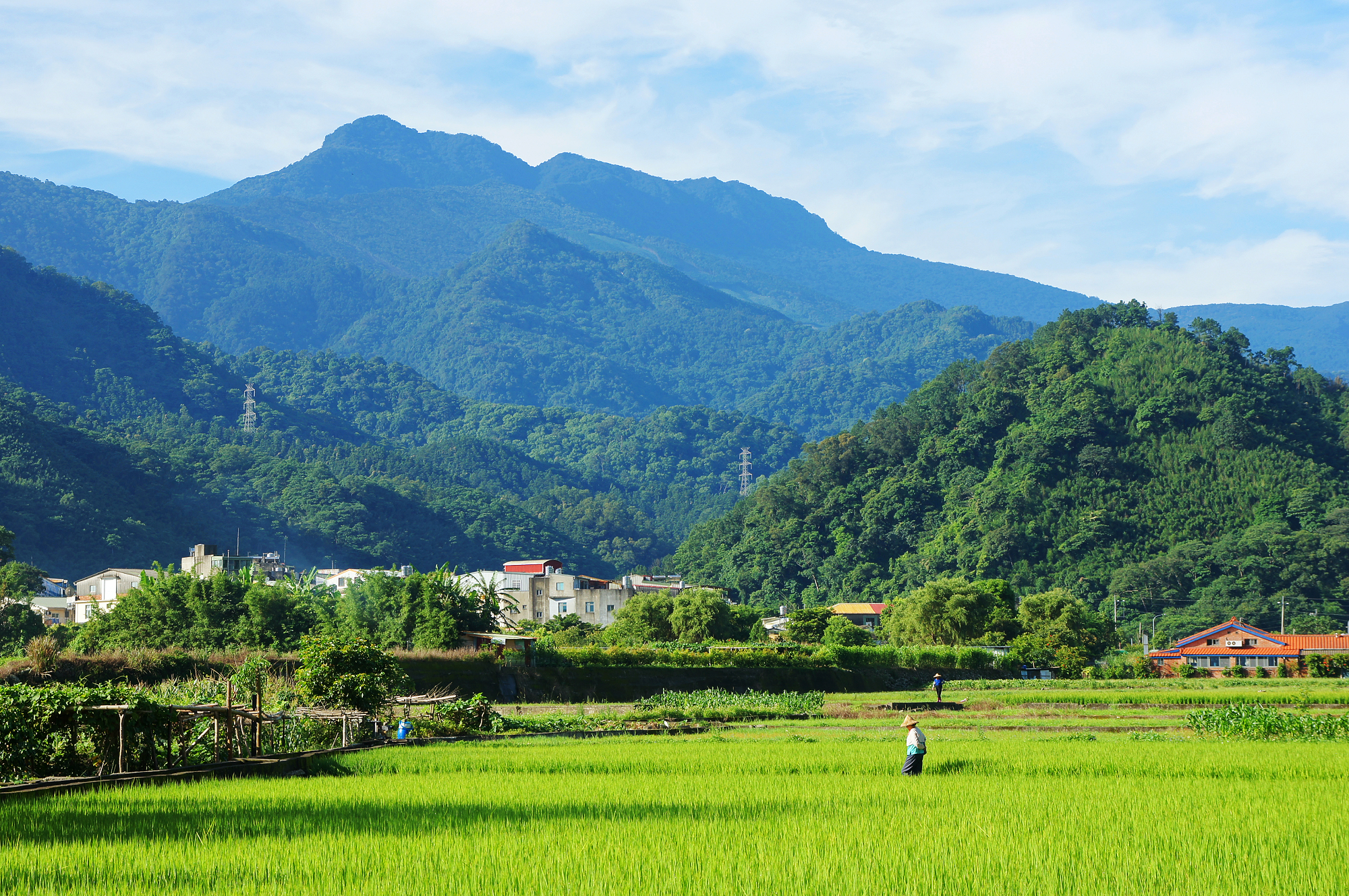
加里山山脈以海拔2220公尺的加里山為名

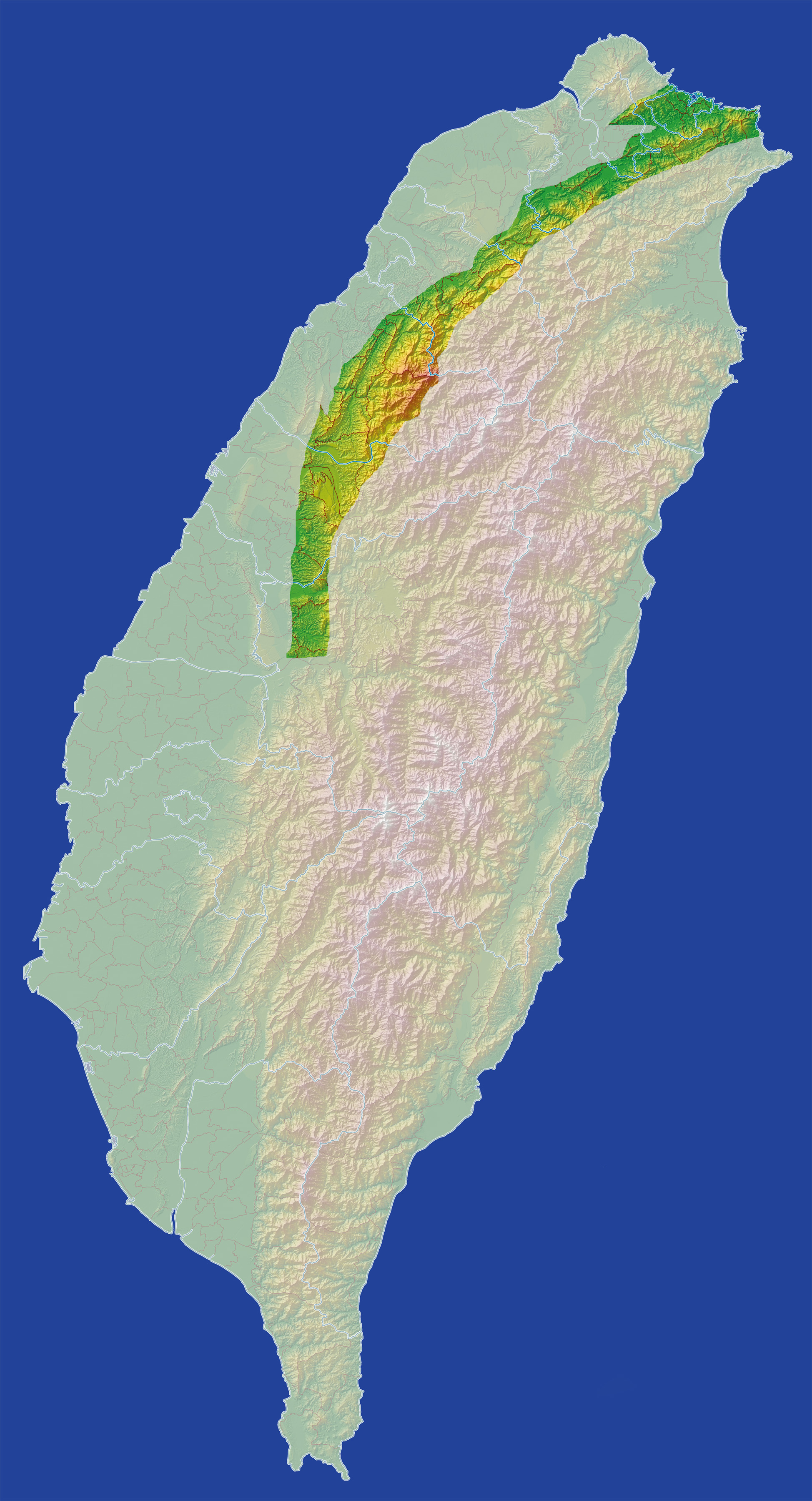
加里山山脈位置略圖

加里山山脈是台灣位於西部衝上斷層山地北段之山脈，為林朝棨沿用富田芳郎對台灣地理分區方法，將西部衝上斷層山地分成南段、北段，濁水溪以北則為「加里山山脈」。
加里山山脈位於雪山山脈以西，北起鼻頭角，南至南投縣名間鄉、集集鎮的濁水溪北岸，全長180公里，一般會將其併入雪山山脈，但因其地質與雪山山脈有差異，與阿里山山脈的地質相似，故有些學者會將其獨立為一條山脈。

## 範圍
加里山山脈北起鼻頭角，南至南投縣名間鄉、集集鎮的濁水溪北岸，全長180公里。本山脈與東側之雪山山脈，以屈尺斷層、水長流斷層、水裡坑斷層為界。西境為新莊斷層、大平地斷層、三義斷層、車籠埔斷層，與西側之丘陵、臺地為鄰。
在地形上，東界約為雙溪、北坑溪（大安溪支流）、水長流溪（烏溪支流）、水里溪（濁水溪支流），西界約為新城圳（鳳山溪上游）、峨眉溪（中港溪支流）、老雞隆河（後龍溪支流）、三義通谷及臺中盆地東緣。
加里山山脈分布範圍涵蓋新北市、基隆市、台北市、桃園市、新竹縣、苗栗縣、台中市、南投縣等8縣市，而山脈中高度2,000公尺以上之山峰，集中在新竹縣、苗栗縣境內，如加里山（2,220公尺）、樂山（2,618公尺，加里山山脈最高峰）、東洗水山（2,248公尺）等。

## 地質
與雪山山脈的板岩帶不同，加里山山脈的地質主要是砂岩、頁岩等新第三紀沉積岩，在地質上屬於西部麓山帶的一部份，相較於以板岩為主的脊梁山脈西翼地質區年輕。成為加里山山脈為獨立的山脈的支持論點。

## 分區
加里山山脈因為被許多河流切割，導致地形破碎，被區分為許多小山脈或山地、丘陵。
- 深澳山地
- 三貂嶺山地
- 南港山脈
- 伏獅山山脈
- 五指山山脈
- 萬里山地
- 山子腳山塊
- 清水坑山塊
- 大溪山地
- 熊空山山脈
- 油羅山山脈
- 樂山山脈
- 獅頭山山地
- 八卦力山脈
- 馬拉邦山脈
- 八角崠山脈
- 關刀山山脈
- 大湖丘陵
- 東勢丘陵
- 豐原丘陵
- 出雲山山脈
- 大橫屏山山脈
- 南投丘陵
- 集集大山山脈

## 小百岳列表
加里山山脈全境並無超過三千公尺以上的山峰，故沒有任一座山峰被選進百岳，但其地勢較低，且鄰近都市地區的優勢，共有37座山被選為小百岳，是台灣所有山脈及丘陵、台地中被選進小百岳最多的地形單元。以下列舉被選為2006年版的小百岳的加里山山脈山峰，依2006年版小百岳編號排列。
- 大武崙山（231公尺）
- 槓子寮山（136公尺）
- 紅淡山（210公尺）
- 大崙頭山（478公尺）
- 劍潭山（153公尺）
- 五分山（757公尺）
- 姜子寮山（729公尺）
- 汐止大尖山（460公尺）
- 南港山（375公尺）
- 土庫岳（389公尺）
- 大棟山（405公尺）
- 南勢角山（302公尺）
- 二格山（678公尺）
- 天上山（429公尺）
- 福德坑山（鳶山，321公尺）
- 獅仔頭山（858公尺）
- 金面山（667公尺）
- 溪洲山（577公尺）
- 石門山（551公尺）
- 石牛山（571公尺）
- 獅頭山（492公尺）
- 車坪寮山（1,062公尺）
- 鵝公髻山（1,579公尺）
- 向天湖山（1,225公尺）
- 仙山（967公尺）
- 加里山（2,220公尺）
- 關刀山（889公尺）
- 馬那邦山（1,407公尺）
- 聚興山（500公尺）
- 頭嵙山（859公尺）
- 南觀音山（318公尺）
- 三汀山（480公尺）
- 暗影山（997公尺）
- 大橫屏山（1,206公尺）
- 阿罩霧山（249公尺）
- 九份二山（1,174公尺）
- 集集大山（1,392公尺）